# Liste der Fußball-Weltmeisterinnen

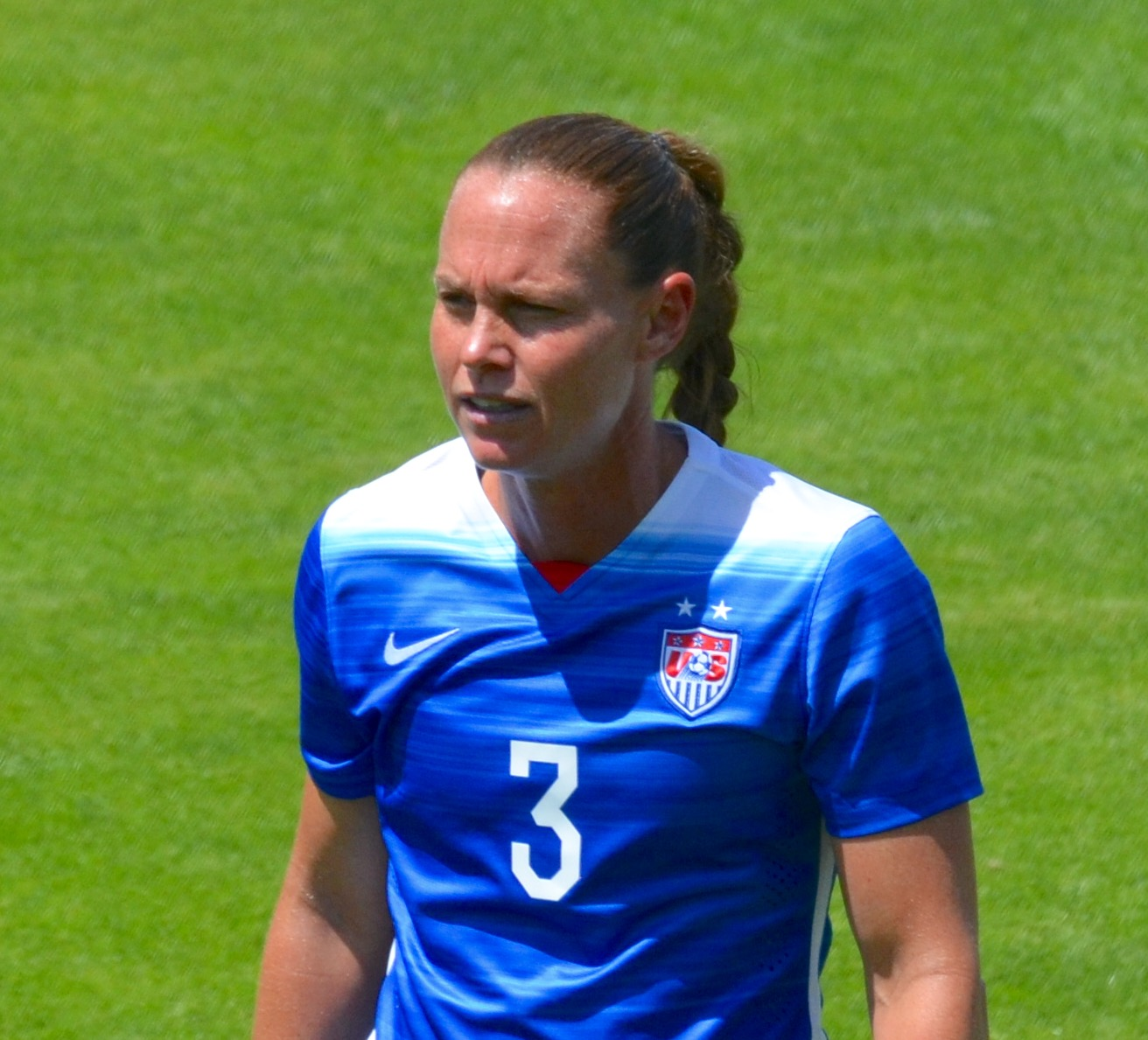
Christie Rampone wurde zweimal Weltmeisterin, einmal Vizeweltmeisterin und zweimal Dritte.

Die Liste der Fußball-Weltmeisterinnen listet alle Sieger sowie die zweit- und drittplatzierten Mannschaften mit dem vollständigen Kader der bisherigen Fußball-Weltmeisterschaften der Frauen auf. Im weiteren Teil werden alle Spielerinnen aufgeführt, die mindestens einmal die Weltmeisterschaft gewonnen haben.
Die Fußball-Weltmeisterschaft der Frauen wurde auf Initiative des damaligen FIFA-Präsidenten João Havelange eingeführt. Das erste Turnier wurde 1991 in der Volksrepublik China ausgetragen. Die Frauen der USA sind mit vier Titeln Rekordsiegerinnen des Wettbewerbs (vor Deutschland mit zwei Titeln). 
Bei den bisher ausgespielten neun Weltmeisterschaften konnten 152 Spielerinnen den Titel der Fußball-Weltmeisterin erringen. Davon waren 65 US-Amerikanerinnen, 29 Deutsche, 23 Spanierinnen, 21 Japanerinnen und 20 Norwegerinnen. 31 Spielerinnen konnten bisher zweimal die Weltmeisterschaft gewinnen. Davon waren zwölf Deutsche und 19 US-Amerikanerinnen. Christie Rampone (Vereinigte Staaten) ist mit zwei WM-Titeln, einer Vizeweltmeisterschaft und zwei dritten Plätzen bisher die erfolgreichste Teilnehmerin der Weltmeisterschaften.

## Wettbewerbe
| Weltmeisterschaft          | Weltmeisterin | Zweite | Dritte |
| -------------------------- | --- | --- | --- |
| VR China 1991              | USAMichelle Akers Amy Allmann (TW) Debbie Belkin Joy Fawcett Brandi Chastain Julie Foudy Wendy Gebauer Linda Hamilton Mia Hamm Mary Harvey (TW) April Heinrichs Lori Henry Shannon Higgins Carin Jennings Tracey Leone Kristine Lilly Kimberlee Maslin-Kammerdeiner (TW) Carla Overbeck                                                                              | NorwegenAgnete Carlsen Gro Espeseth Tone Haugen Birthe Hegstad Margunn Humlestøl Anette Igland Linda Medalen Bente Nordby (TW) Gunn Nyborg Hege Riise Ellen Scheel Reidun Seth (TW) Trine Stenberg Heidi Støre Liv Strædet Hilde Strømsvold (TW) Tina Svensson Cathrine Zaborowski | SchwedenAnneli Andelén Marie Ewrelius Camilla Fors Anette Hansson Susanne Hedberg Helen Johansson Ingrid Johansson Marie Karlsson Pärnilla Larsson Elisabeth Leidinge (TW) Malin Lundgren Helen Nilsson Ing-Marie Olsson (TW) Pia Sundhage Camilla Svensson Malin Swedberg Lena Videkull Eva Zeikfalvy                                                                                                 |
| Schweden 1995              | NorwegenAnn Kristin Aarønes Agnete Carlsen Gro Espeseth Tone Gunn Frustøl Hege Gunnerød Tone Haugen Randi Leinan Linda Medalen Merete Myklebust Bente Nordby (TW) Anne Nymark Andersen Nina Nymark Andersen Marianne Pettersen Hege Riise Kristin Sandberg Reidun Seth (TW) Ingrid Sternhoff (TW) Heidi Støre Tina Svensson Anita Waage                              | DeutschlandBirgitt Austermühl Anouschka Bernhard Patricia Brocker Christine Francke (TW) Manuela Goller (TW) Melanie Hoffmann Claudia Klein Katja Kraus (TW) Ursula Lohn Maren Meinert Sandra Minnert Heidi Mohr Silvia Neid Dagmar Pohlmann Birgit Prinz Sandra Smisek Martina Voss-Tecklenburg Bettina Wiegmann Pia Wunderlich Tina Wunderlich                                                                 | USAMichelle Akers Amanda Cromwell Joy Fawcett Julie Foudy Carin Gabarra Linda Hamilton Mia Hamm Mary Harvey (TW) Debbie Keller Jennifer Lalor Kristine Lilly Holly Manthei Tiffeny Milbrett Carla Overbeck Sarah Rafanelli Tiffany Roberts Briana Scurry (TW) Thori Staples Bryan Tisha Venturini Saskia Webber (TW)                                                                                   |
| USA 1999                   | USAMichelle Akers Brandi Chastain Tracy Ducar (TW) Lorrie Fair Joy Fawcett Danielle Fotopoulos Julie Foudy Mia Hamm Kristine Lilly Shannon MacMillan Kate Markgraf Tiffeny Milbrett Carla Overbeck Cindy Parlow Christie Rampone Tiffany Roberts Briana Scurry (TW) Tisha Venturini Saskia Webber (TW) Sara Whalen                                                   | VR ChinaBai Jie Fan Chunling Fan Yunjie Gao Hong (TW) Gao Hongxia Han Wenxia (TW) Jin Yan Liu Ailing Liu Ying Man Yanling Pu Wei Qiu Haiyan Sun Wen Wang Jingxia Wang Liping Wen Lirong Xie Huilin Zhang Ouying Zhao Lihong Zhu Jing | BrasilienAndréia Suntaque (TW) Cidinha Deva Elane Fanta Formiga Grazielle Juliana Kátia Maravilha (TW) Marisa Maycon Nene Pretinha Priscila Raquel Sissi Suzana Tânia Maranhão Valeria |
| USA 2003                   | DeutschlandNadine Angerer (TW) Linda Bresonik Sonja Fuss Kerstin Garefrekes Stefanie Gottschlich Ariane Hingst Steffi Jones Nia Künzer Renate Lingor Maren Meinert Sandra Minnert Martina Müller Viola Odebrecht Conny Pohlers Birgit Prinz Silke Rottenberg (TW) Sandra Smisek Kerstin Stegemann Bettina Wiegmann Pia Wunderlich                                    | SchwedenMalin Andersson Kristin Bengtsson Sara Call Linda Fagerström Caroline Jönsson (TW) Sara Johansson Sara Larsson Hanna Ljungberg Sofia Lundgren (TW) Hanna Marklund Malin Moström Frida Nordin Josefine Öqvist Frida Östberg Salina Olsson Therese Sjögran Anna Sjöström Victoria Svensson Jane Törnqvist Karolina Westberg                                                                                | USAKylie Bivens Shannon Boxx Brandi Chastain Joy Fawcett Julie Foudy Mia Hamm Angela Hucles Kristine Lilly Shannon MacMillan Kate Markgraf Tiffeny Milbrett Siri Mullinix (TW) Cindy Parlow Christie Rampone Tiffany Roberts Briana Scurry (TW) Danielle Slaton Aly Wagner Abby Wambach Cat Whitehill                                                                                                  |
| VR China 2007              | DeutschlandNadine Angerer (TW) Fatmire Bajramaj Saskia Bartusiak Melanie Behringer Linda Bresonik Sonja Fuss Kerstin Garefrekes Ariane Hingst Ursula Holl (TW) Annike Krahn Simone Laudehr Renate Lingor Sandra Minnert Anja Mittag Martina Müller Babett Peter Birgit Prinz Silke Rottenberg (TW) Sandra Smisek Kerstin Stegemann Petra Wimbersky                   | BrasilienAline Andréia Suntaque (TW) Bárbara (TW) Cristiane Daiane Daniela Elaine Ester Formiga Grazielle Kátia Marta Maycon Michelle Mônica Pretinha Renata Costa Rosana Simone Tânia Maranhão Thaís (TW) | USANicole Barnhart (TW) Shannon Boxx Lori Chalupny Marian Dougherty Tina Ellertson Angela Hucles Marci Jobson Natasha Kai Kristine Lilly Carli Lloyd Stephanie Lopez Kate Markgraf Heather O’Reilly Leslie Osborne Christie Rampone Briana Scurry (TW) Hope Solo (TW) Lindsay Tarpley Aly Wagner Abby Wambach Cat Whitehill                                                                            |
| Deutschland 2011           | JapanKozue Andō Miho Fukumoto (TW) Mana Iwabuchi Azusa Iwashimizu Ayumi Kaihori (TW) Megumi Kamionobe Nahomi Kawasumi Yukari Kinga Saki Kumagai Karina Maruyama Aya Miyama Yūki Nagasato Shinobu Ōno Mizuho Sakaguchi Aya Sameshima Homare Sawa Asuna Tanaka Megumi Takase Rumi Utsugi Nozomi Yamagō (TW) Kyōko Yano                                                 | USANicole Barnhart (TW) Shannon Boxx Rachel Buehler Lauren Holiday Stephanie Cox Tobin Heath Alexandra Krieger Amy LePeilbet Lori Lindsey Carli Lloyd Jillian Loyden (TW) Heather Mitts Alex Morgan Kelley O’Hara Heather O’Reilly Christie Rampone Megan Rapinoe Amy Rodriguez Becky Sauerbrunn Hope Solo (TW) Abby Wambach                                                                                     | SchwedenLisa Dahlkvist Madelaine Edlund Nilla Fischer Linda Forsberg Antonia Göransson Kristin Hammarström (TW) Marie Hammarström Sofia Jakobsson Jessica Landström Sara Larsson Hedvig Lindahl (TW) Sofia Lundgren (TW) Lina Nilsson Charlotte Rohlin Lotta Schelin Caroline Seger Linda Sembrant Therese Sjögran Annica Svensson Sara Thunebro Josefine Öqvist                                       |
| Kanada 2015                | USAShannon Boxx Morgan Brian Lori Chalupny Whitney Engen Ashlyn Harris (TW) Tobin Heath Lauren Holiday Julie Johnston Meghan Klingenberg Alexandra Krieger Sydney Leroux Carli Lloyd Alex Morgan Alyssa Naeher (TW) Kelley O’Hara Heather O’Reilly Christen Press Christie Rampone Megan Rapinoe Amy Rodriguez Becky Sauerbrunn Hope Solo (TW) Abby Wambach          | JapanKozue Andō Saori Ariyoshi Miho Fukumoto (TW) Mana Iwabuchi Azusa Iwashimizu Ayumi Kaihori (TW) Megumi Kamionobe Yuri Kawamura Nahomi Kawasumi Yukari Kinga Kana Kitahara Saki Kumagai Aya Miyama Asano Nagasato Yūki Ōgimi Shinobu Ōno Mizuho Sakaguchi Aya Sameshima Homare Sawa Yuika Sugasawa Asuna Tanaka Rumi Utsugi Erina Yamane (TW)                                                                 | EnglandEniola Aluko Karen Bardsley (TW) Laura Bassett Lucy Bronze Karen Carney Siobhan Chamberlain (TW) Katie Chapman Toni Duggan Alex Greenwood Steph Houghton Fran Kirby Jade Moore Jordan Nobbs Josanne Potter Claire Rafferty Lianne Sanderson Alex Scott Jill Scott Casey Stoney Jodie Taylor Carly Telford (TW) Ellen White Fara Williams                                                        |
| Frankreich 2019            | USAMorgan Brian Abby Dahlkemper Tierna Davidson Crystal Dunn Julie Ertz Adrianna Franch (TW) Ashlyn Harris (TW) Tobin Heath Lindsey Horan Alexandra Krieger Rose Lavelle Carli Lloyd Allie Long Jessica McDonald Samantha Mewis Alex Morgan Alyssa Naeher (TW) Kelley O’Hara Christen Press Mallory Pugh Megan Rapinoe Becky Sauerbrunn Emily Sonnett                | NiederlandeLineth Beerensteyn Dominique Bloodworth Anouk Dekker Merel van Dongen Daniëlle van de Donk Kika van Es Loes Geurts (TW) Stefanie van der Gragt Jackie Groenen Ellen Jansen Renate Jansen Inessa Kaagman Danique Kerkdijk Lize Kop (TW) Desiree van Lunteren Lieke Martens Vivianne Miedema Liza van der Most Victoria Pelova Jill Roord Sari van Veenendaal (TW) Shanice van de Sanden Sherida Spitse | SchwedenJonna Andersson Anna Anvegård Kosovare Asllani Nathalie Björn Stina Blackstenius Magdalena Eriksson Jennifer Falk (TW) Nilla Fischer Hanna Glas Lina Hurtig Amanda Ilestedt Sofia Jakobsson Madelen Janogy Mimmi Larsson Hedvig Lindahl (TW) Zećira Mušović (TW) Julia Roddar Fridolina Rolfö Elin Rubensson Olivia Schough Caroline Seger Linda Sembrant Julia Zigiotti                       |
| Australien/Neuseeland 2023 | SpanienTeresa Abelleira Ivana Andrés Aitana Bonmatí Ona Batlle Mariona Caldentey Olga Carmona Athenea del Castillo Laia Codina Cata Coll (TW) Rocío Gálvez Esther González Irene Guerrero Jennifer Hermoso Oihane Hernández Eva Navarro Salma Paralluelo Irene Paredes María Pérez Alexia Putellas Alba Redondo Misa Rodríguez (TW) Enith Salón (TW) Claudia Zornoza | EnglandMillie Bright Lucy Bronze Jessica Carter Niamh Charles Laura Coombs Rachel Daly Mary Earps (TW) Beth England Alex Greenwood Hannah Hampton (TW) Lauren Hemp Lauren James Chloe Kelly Esme Morgan Jordan Nobbs Katie Robinson Ellie Roebuck (TW) Alessia Russo Georgia Stanway Ella Toone Keira Walsh Lotte Wubben-Moy Katie Zelem                                                                         | SchwedenJonna Andersson Filippa Angeldal Kosovare Asllani Hanna Bennison Nathalie Björn Stina Blackstenius Rebecka Blomqvist Tove Enblom (TW) Magdalena Eriksson Jennifer Falk (TW) Lina Hurtig Amanda Ilestedt Sofia Jakobsson Madelen Janogy Stina Lennartsson Zećira Mušović (TW) Fridolina Rolfö Elin Rubensson Johanna Rytting Kaneryd Anna Sandberg Olivia Schough Caroline Seger Linda Sembrant |

## Die erfolgreichsten Spielerinnen
- Rang: Gibt die Reihenfolge der Spielerinnen wieder. Diese wird durch die Anzahl der Weltmeistertitel bestimmt. Bei gleicher Anzahl werden die zweiten Plätze verglichen und anschließend die dritten Plätze.
- Name: Nennt den Namen der Spielerin.
- Land: Nennt das Land, für das die Spielerin startete.
- Weltmeister: Nennt die Anzahl der gewonnenen Goldmedaillen.
- Zweiter: Nennt die Anzahl der zweiten Plätze.
- Dritter: Nennt die Anzahl der dritten Plätze.
- Gesamt: Nennt die Anzahl aller Platzierungen unter den ersten Drei.

| Rang | Name                          | Land        | Weltmeister | Zweiter | Dritter | Gesamt |
| ---- | ----------------------------- | ----------- | ----------- | ------- | ------- | ------ |
| 1.   | Christie Rampone              | USA         | 2           | 1       | 2       | 5      |
| 2.   | Tobin Heath                   | USA         | 2           | 1       | –       | 3      |
| 2.   | Alexandra Krieger             | USA         | 2           | 1       | –       | 3      |
| 2.   | Carli Lloyd                   | USA         | 2           | 1       | –       | 3      |
| 2.   | Sandra Minnert                | Deutschland | 2           | 1       | –       | 3      |
| 2.   | Alex Morgan                   | USA         | 2           | 1       | –       | 3      |
| 2.   | Kelley O’Hara                 | USA         | 2           | 1       | –       | 3      |
| 2.   | Birgit Prinz                  | Deutschland | 2           | 1       | –       | 3      |
| 2.   | Megan Rapinoe                 | USA         | 2           | 1       | –       | 3      |
| 2.   | Becky Sauerbrunn              | USA         | 2           | 1       | –       | 3      |
| 2.   | Sandra Smisek                 | Deutschland | 2           | 1       | –       | 3      |
| 12.  | Kristine Lilly                | USA         | 2           | –       | 3       | 5      |
| 13.  | Joy Fawcett                   | USA         | 2           | –       | 2       | 4      |
| 13.  | Julie Foudy                   | USA         | 2           | –       | 2       | 4      |
| 13.  | Mia Hamm                      | USA         | 2           | –       | 2       | 4      |
| 16.  | Michelle Akers                | USA         | 2           | –       | 1       | 3      |
| 16.  | Brandi Chastain               | USA         | 2           | –       | 1       | 3      |
| 16.  | Carla Overbeck                | USA         | 2           | –       | 1       | 3      |
| 19.  | Nadine Angerer                | Deutschland | 2           | –       | –       | 2      |
| 19.  | Linda Bresonik                | Deutschland | 2           | –       | –       | 2      |
| 19.  | Morgan Brian                  | USA         | 2           | -       | –       | 2      |
| 19.  | Julie Ertz                    | USA         | 2           | -       | –       | 2      |
| 19.  | Sonja Fuss                    | Deutschland | 2           | –       | –       | 2      |
| 19.  | Kerstin Garefrekes            | Deutschland | 2           | –       | –       | 2      |
| 19.  | Ashlyn Harris                 | USA         | 2           | -       | –       | 2      |
| 19.  | Ariane Hingst                 | Deutschland | 2           | –       | –       | 2      |
| 19.  | Renate Lingor                 | Deutschland | 2           | –       | –       | 2      |
| 19.  | Martina Müller                | Deutschland | 2           | –       | –       | 2      |
| 19.  | Alyssa Naeher                 | USA         | 2           | -       | –       | 2      |
| 19.  | Silke Rottenberg              | Deutschland | 2           | –       | –       | 2      |
| 19.  | Kerstin Stegemann             | Deutschland | 2           | –       | –       | 2      |
| 32.  | Kozue Andō                    | Japan       | 1           | 1       | –       | 2      |
| 32.  | Shannon Boxx                  | USA         | 1           | 1       | –       | 2      |
| 32.  | Agnete Carlsen                | Norwegen    | 1           | 1       | –       | 2      |
| 32.  | Gro Espeseth                  | Norwegen    | 1           | 1       | –       | 2      |
| 32.  | Miho Fukumoto                 | Japan       | 1           | 1       | –       | 2      |
| 32.  | Tone Haugen                   | Norwegen    | 1           | 1       | –       | 2      |
| 32.  | Lauren Holiday                | USA         | 1           | 1       | –       | 2      |
| 32.  | Mana Iwabuchi                 | Japan       | 1           | 1       | –       | 2      |
| 32.  | Azusa Iwashimizu              | Japan       | 1           | 1       | –       | 2      |
| 32.  | Ayumi Kaihori                 | Japan       | 1           | 1       | –       | 2      |
| 32.  | Megumi Kamionobe              | Japan       | 1           | 1       | –       | 2      |
| 32.  | Nahomi Kawasumi               | Japan       | 1           | 1       | –       | 2      |
| 32.  | Yukari Kinga                  | Japan       | 1           | 1       | –       | 2      |
| 32.  | Saki Kumagai                  | Japan       | 1           | 1       | –       | 2      |
| 32.  | Linda Medalen                 | Norwegen    | 1           | 1       | –       | 2      |
| 32.  | Maren Meinert                 | Deutschland | 1           | 1       | –       | 2      |
| 32.  | Aya Miyama                    | Japan       | 1           | 1       | –       | 2      |
| 32.  | Yūki Nagasato                 | Japan       | 1           | 1       | –       | 2      |
| 32.  | Bente Nordby                  | Norwegen    | 1           | 1       | –       | 2      |
| 32.  | Shinobu Ōno                   | Japan       | 1           | 1       | –       | 2      |
| 32.  | Heather O’Reilly              | USA         | 1           | 1       | –       | 2      |
| 32.  | Hege Riise                    | Norwegen    | 1           | 1       | –       | 2      |
| 32.  | Amy Rodriguez                 | USA         | 1           | 1       | –       | 2      |
| 32.  | Mizuho Sakaguchi              | Japan       | 1           | 1       | –       | 2      |
| 32.  | Aya Sameshima                 | Japan       | 1           | 1       | –       | 2      |
| 32.  | Homare Sawa                   | Japan       | 1           | 1       | –       | 2      |
| 32.  | Reidun Seth                   | Norwegen    | 1           | 1       | –       | 2      |
| 32.  | Hope Solo                     | USA         | 1           | 1       | –       | 2      |
| 32.  | Heidi Støre                   | Norwegen    | 1           | 1       | –       | 2      |
| 32.  | Tina Svensson                 | Norwegen    | 1           | 1       | –       | 2      |
| 32.  | Asuna Tanaka                  | Japan       | 1           | 1       | –       | 2      |
| 32.  | Rumi Utsugi                   | Japan       | 1           | 1       | –       | 2      |
| 32.  | Abby Wambach                  | USA         | 1           | 1       | –       | 2      |
| 32.  | Bettina Wiegmann              | Deutschland | 1           | 1       | –       | 2      |
| 32.  | Pia Wunderlich                | Deutschland | 1           | 1       | –       | 2      |
| 67.  | Briana Scurry                 | USA         | 1           | –       | 3       | 4      |
| 68.  | Kate Markgraf                 | USA         | 1           | –       | 2       | 3      |
| 68.  | Tiffeny Milbrett              | USA         | 1           | –       | 2       | 3      |
| 68.  | Tiffany Roberts               | USA         | 1           | –       | 2       | 3      |
| 70.  | Linda Hamilton                | USA         | 1           | –       | 1       | 2      |
| 70.  | Mary Harvey                   | USA         | 1           | –       | 1       | 2      |
| 70.  | Shannon MacMillan             | USA         | 1           | –       | 1       | 2      |
| 70.  | Cindy Parlow                  | USA         | 1           | –       | 1       | 2      |
| 70.  | Tisha Venturini               | USA         | 1           | –       | 1       | 2      |
| 70.  | Saskia Webber                 | USA         | 1           | –       | 1       | 2      |
| 76.  | Ann Kristin Aarønes           | Norwegen    | 1           | –       | –       | 1      |
| 76.  | Teresa Abelleira              | Spanien     | 1           | –       | –       | 1      |
| 76.  | Amy Allmann                   | USA         | 1           | –       | –       | 1      |
| 76.  | Fatmire Alushi                | Deutschland | 1           | –       | –       | 1      |
| 76.  | Ivana Andrés                  | Spanien     | 1           | –       | –       | 1      |
| 76.  | Saskia Bartusiak              | Deutschland | 1           | –       | –       | 1      |
| 76.  | Ona Batlle                    | Spanien     | 1           | –       | –       | 1      |
| 76.  | Melanie Behringer             | Deutschland | 1           | –       | –       | 1      |
| 76.  | Debbie Belkin                 | USA         | 1           | –       | –       | 1      |
| 76.  | Aitana Bonmatí                | Spanien     | 1           | –       | –       | 1      |
| 76.  | Mariona Caldentey             | Spanien     | 1           | –       | –       | 1      |
| 76.  | Olga Carmona                  | Spanien     | 1           | –       | –       | 1      |
| 76.  | Athenea del Castillo          | Spanien     | 1           | –       | –       | 1      |
| 76.  | Laia Codina                   | Spanien     | 1           | –       | –       | 1      |
| 76.  | Cata Coll                     | Spanien     | 1           | –       | –       | 1      |
| 76.  | Abby Dahlkemper               | USA         | 1           | –       | –       | 1      |
| 76.  | Tierna Davidson               | USA         | 1           | –       | –       | 1      |
| 76.  | Tracy Ducar                   | USA         | 1           | –       | –       | 1      |
| 76.  | Crystal Dunn                  | USA         | 1           | –       | –       | 1      |
| 76.  | Lorrie Fair                   | USA         | 1           | –       | –       | 1      |
| 76.  | Danielle Fotopoulos           | USA         | 1           | –       | –       | 1      |
| 76.  | Adrianna Franch               | USA         | 1           | -       | –       | 1      |
| 76.  | Tone Gunn Frustøl             | Norwegen    | 1           | –       | –       | 1      |
| 76.  | Rocío Gálvez                  | Spanien     | 1           | –       | –       | 1      |
| 76.  | Wendy Gebauer                 | USA         | 1           | –       | –       | 1      |
| 76.  | Esther González               | Spanien     | 1           | –       | –       | 1      |
| 76.  | Stefanie Gottschlich          | Deutschland | 1           | –       | –       | 1      |
| 76.  | Irene Guerrero                | Spanien     | 1           | –       | –       | 1      |
| 76.  | Hege Gunnerød                 | Norwegen    | 1           | –       | –       | 1      |
| 76.  | April Heinrichs               | USA         | 1           | –       | –       | 1      |
| 76.  | Lori Henry                    | USA         | 1           | –       | –       | 1      |
| 76.  | Jennifer Hermoso              | Spanien     | 1           | –       | –       | 1      |
| 76.  | Oihane Hernández              | Spanien     | 1           | –       | –       | 1      |
| 76.  | Shannon Higgins               | USA         | 1           | –       | –       | 1      |
| 76.  | Ursula Holl                   | Deutschland | 1           | –       | –       | 1      |
| 76.  | Lindsey Horan                 | USA         | 1           | -       | –       | 1      |
| 76.  | Carin Jennings-Gabarra        | USA         | 1           | –       | –       | 1      |
| 76.  | Steffi Jones                  | Deutschland | 1           | –       | –       | 1      |
| 76.  | Annike Krahn                  | Deutschland | 1           | –       | –       | 1      |
| 76.  | Nia Künzer                    | Deutschland | 1           | –       | –       | 1      |
| 76.  | Simone Laudehr                | Deutschland | 1           | –       | –       | 1      |
| 76.  | Rose Lavelle                  | USA         | 1           | -       | –       | 1      |
| 76.  | Randi Leinan                  | Norwegen    | 1           | –       | –       | 1      |
| 76.  | Tracey Leone                  | USA         | 1           | –       | –       | 1      |
| 76.  | Allie Long                    | USA         | 1           | -       | –       | 1      |
| 76.  | Karina Maruyama               | Japan       | 1           | –       | –       | 1      |
| 76.  | Kimberlee Maslin-Kammerdeiner | USA         | 1           | –       | –       | 1      |
| 76.  | Jessica McDonald              | USA         | 1           | -       | –       | 1      |
| 76.  | Samantha Mewis                | USA         | 1           | -       | –       | 1      |
| 76.  | Anja Mittag                   | Deutschland | 1           | –       | –       | 1      |
| 76.  | Merete Myklebust              | Norwegen    | 1           | –       | –       | 1      |
| 76.  | Eva Navarro                   | Spanien     | 1           | –       | –       | 1      |
| 76.  | Anne Nymark Andersen          | Norwegen    | 1           | –       | –       | 1      |
| 76.  | Nina Nymark Andersen          | Norwegen    | 1           | –       | –       | 1      |
| 76.  | Viola Odebrecht               | Deutschland | 1           | –       | –       | 1      |
| 76.  | Salma Paralluelo              | Spanien     | 1           | –       | –       | 1      |
| 76.  | Irene Paredes                 | Spanien     | 1           | –       | –       | 1      |
| 76.  | María Pérez                   | Spanien     | 1           | –       | –       | 1      |
| 76.  | Babett Peter                  | Deutschland | 1           | –       | –       | 1      |
| 76.  | Marianne Pettersen            | Norwegen    | 1           | –       | –       | 1      |
| 76.  | Conny Pohlers                 | Deutschland | 1           | –       | –       | 1      |
| 76.  | Mallory Pugh                  | USA         | 1           | -       | –       | 1      |
| 76.  | Alexia Putellas               | Spanien     | 1           | –       | –       | 1      |
| 76.  | Alba Redondo                  | Spanien     | 1           | –       | –       | 1      |
| 76.  | Misa Rodríguez                | Spanien     | 1           | –       | –       | 1      |
| 76.  | Enith Salón                   | Spanien     | 1           | –       | –       | 1      |
| 76.  | Kristin Sandberg              | Norwegen    | 1           | –       | –       | 1      |
| 76.  | Emily Sonnett                 | USA         | 1           | -       | –       | 1      |
| 76.  | Ingrid Sternhoff              | Norwegen    | 1           | –       | –       | 1      |
| 76.  | Megumi Takase                 | Japan       | 1           | –       | –       | 1      |
| 76.  | Anita Waage                   | Norwegen    | 1           | –       | –       | 1      |
| 76.  | Sara Whalen                   | USA         | 1           | –       | –       | 1      |
| 76.  | Petra Wimbersky               | Deutschland | 1           | –       | –       | 1      |
| 76.  | Nozomi Yamagō                 | Japan       | 1           | –       | –       | 1      |
| 76.  | Kyōko Yano                    | Japan       | 1           | –       | –       | 1      |
| 76.  | Claudia Zornoza               | Spanien     | 1           | –       | –       | 1      |

## Nationenwertung
| Rang | Land        | Erster | Zweiter | Dritter | Gesamt |
| ---- | ----------- | ------ | ------- | ------- | ------ |
| 1.   | USA         | 4      | 1       | 3       | 8      |
| 2.   | Deutschland | 2      | 1       | –       | 3      |
| 3.   | Norwegen    | 1      | 1       | –       | 2      |
| 3.   | Japan       | 1      | 1       | –       | 2      |
| 5.   | Spanien     | 1      | –       | –       | 1      |
| 6.   | Schweden    | –      | 1       | 4       | 5      |
| 7.   | Brasilien   | –      | 1       | 1       | 2      |
| 7.   | England     | –      | 1       | 1       | 2      |
| 9.   | China       | –      | 1       | –       | 1      |
| 9.   | Niederlande | –      | 1       | –       | 1      |